# Ват Янасангварарам Ворамахавихан
Ват Янасангварарам Ворамахавихан (тайск. วัดญาณสังวรารามวรมหาวิหาร; чаще называется сокращённо Ват Ян) — действующий буддийский монастырь и храмовый комплекс в провинции Чонбури в 16 км от Паттайи, Таиланд. Основан в 1976 году. Территория комплекса 58,64 га. С 1988 г. ват Ян является королевским монастырём первого класса. Основатель монастыря — Сомдет Пра Янасангвон.

## Архитектура вата Ян
Архитектура храмового комплекса представлена разными стилями. Большинство зданий на территории вата Ян посвящено правителям Таиланда и членам королевской семьи. Среди значимых построек:
- Чеди Бодх-Гая (реплика индийского храма Махабодхи)
- Чеди Маха Чакрипипат
- Пра Маха Мондоп
- Вихан Ария Меттея
- Убосот
- Павильоны нагов
- Хранилище священных писаний

На территории монастыря в 1999 г. был разбит мемориальный сад в честь принцессы-матери Синакхаринтхры и принца-отца Махидона (родителей короля Пхумипона Адуньядета).
Рядом располагается тайско-китайский музей Вихан Сиен (он же — Анек Кусон Сала).